# Kőbánya-Kispest
Kőbánya-Kispest är en järnvägsstation i den ungerska huvudstaden Budapest.
Förutom järnvägsstation finns här även en tunnelbanestation, starthållplatsen för linje M3 i Budapests tunnelbana. Tunnelbanestationen invigdes år 1980. Det finns även bussförbindelser till Budapest-Ferenc Liszts internationella flygplats.

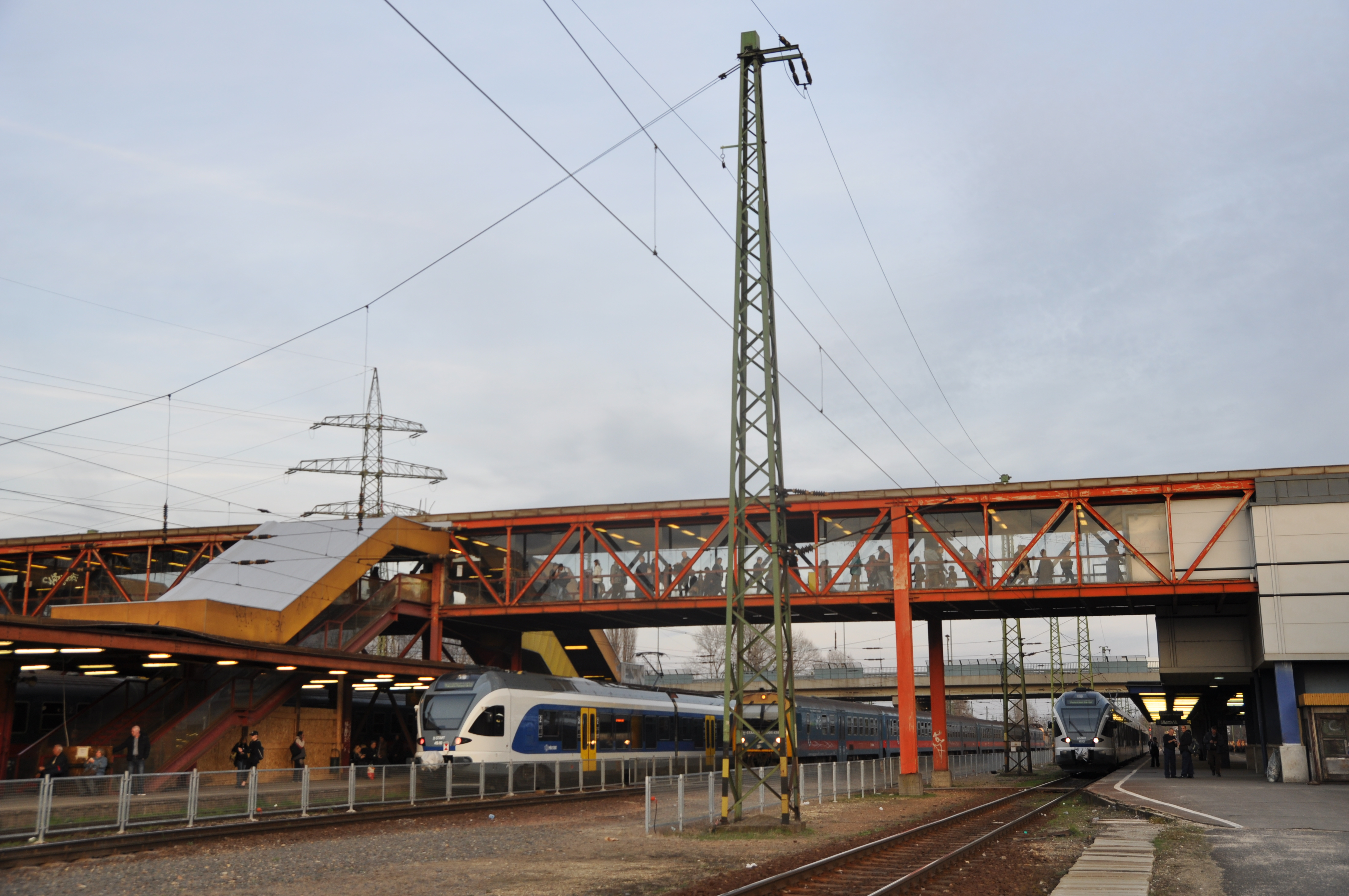
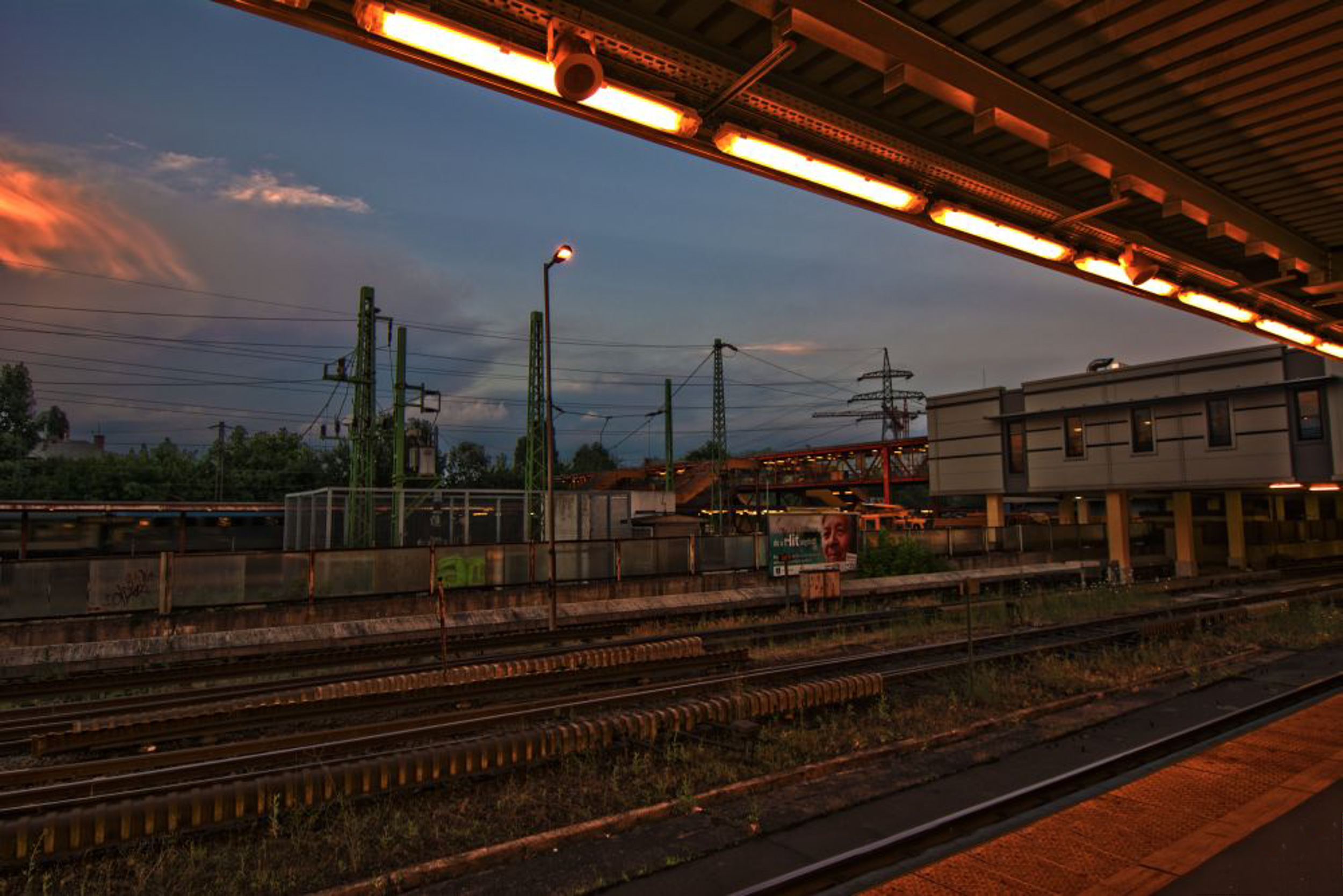
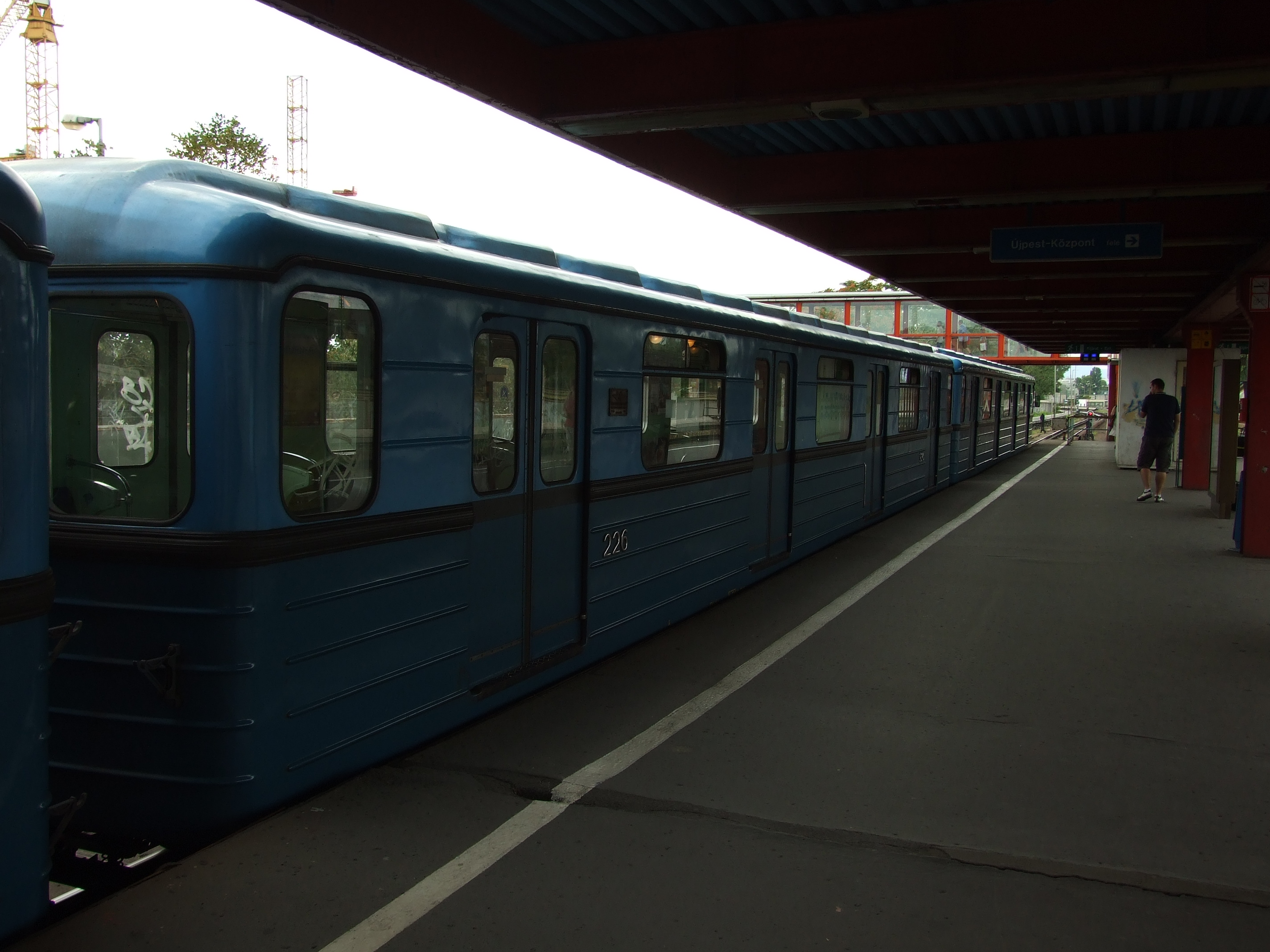
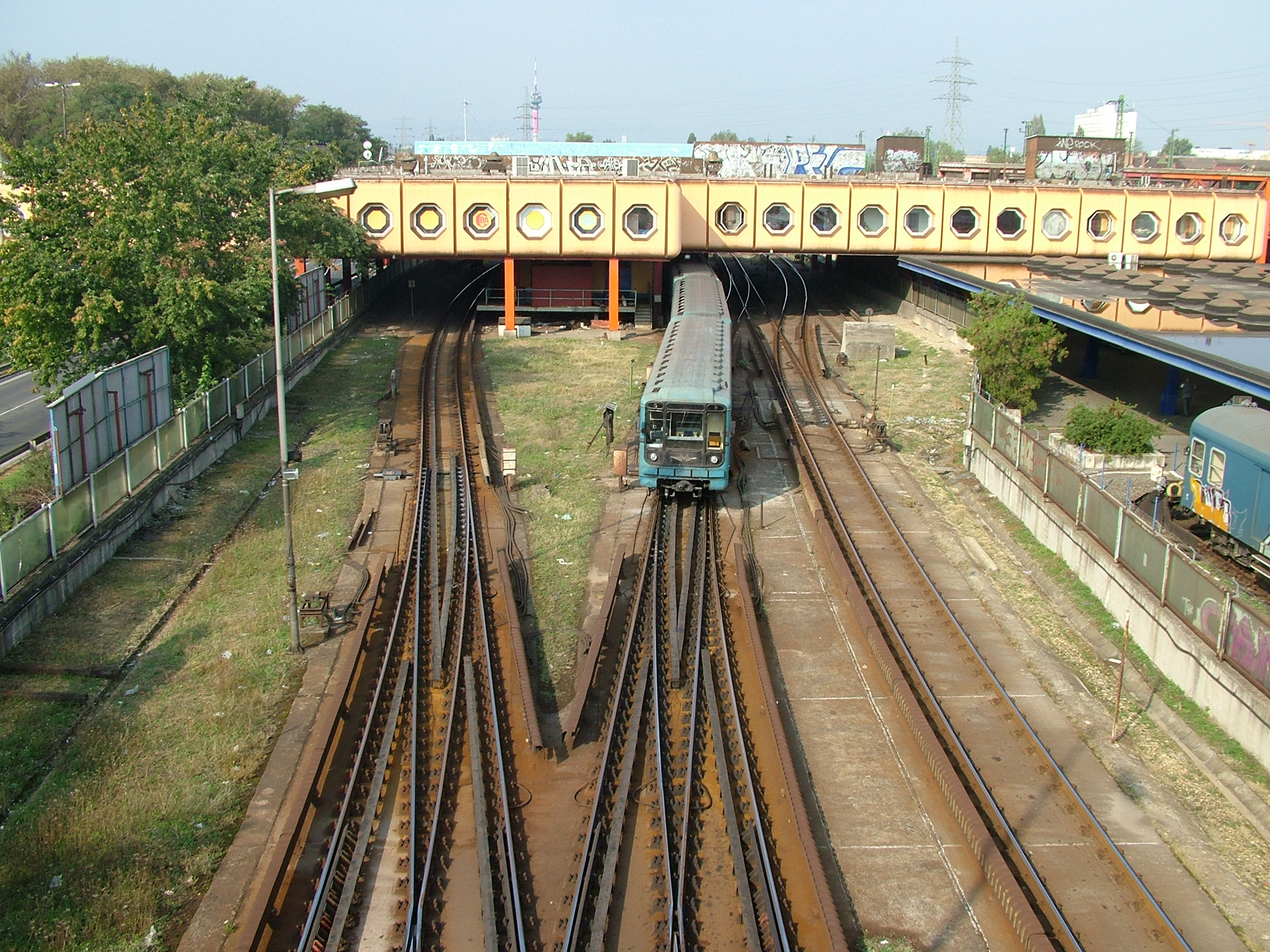